# José Pallés y Llordés-Bertrán
José Pallés Llordés-Bertrán (Vilagrasa, 1846-Barcelona, después de 1905) fue un escritor y periodista católico español.
Pertenecía a la Sociedad Católica de Amigos del pueblo (de cuya Junta directiva fue vocal contador) y militó activamente en el carlismo. En defensa de los derechos al trono de Carlos de Borbón y Austria-Este escribió en 1869 el opúsculo Carlos VII el restaurador y la cuestion española.
A finales de la década de 1870 dirigía en Barcelona la revista mensual religiosa Anales de Nuestra Señora de Lourdes en España. Pocos años después fue director en Valencia de una publicación similar, Los Ecos de María Inmaculada, y redactor del periódico carlista El Tradicional, afecto a la línea de Ramón Nocedal. En 1888 se adhirió al Partido Integrista y dirigió en Barcelona el Diario de Cataluña y el Diario Catalán.
Además de su labor periodística, escribió numerosos folletos y novelas. Entre sus obras, varias de ellas editadas en Barcelona por Pablo Riera y Sans, destacaron Los Dolores de María, descritos en forma episódica y dialogada (1879) y La arrepentida (1905). La primera era descrita por el diario El Siglo Futuro como «bellísima por su estilo, recomendable por su sólida piedad y oportunísima en esta época de persecuciones y tribulación», mientras que la segunda, novela de los tiempos de Jesucristo del corte y estilo del Quo vadis?, fue calificada por el mismo periódico como «superior a Quo vadis? y Ben-Hur en profundidad de pensamiento, y nada inferior en amenidad de su diálogo», colocándola a la altura de Fabiola.

## Obras
- ¡¡¡Dios!!! refutación católica y razonada del folleto que con igual título publicó Sunyer y Capdevila
- Carlos VII el restaurador y la cuestión española (Madrid, 1869)
- La España Carlista y la Alfonsina: opúsculo político (1869)
- La religión, la sociedad y el liberalismo (Barcelona, 1869)
- La perla de Barcelona (Barcelona, 1870)
- Armonias entre gozos y pesares, ó Escenas tiernas de la vida de San José (Barcelona, 1873)
- El amor fermoso : poema en prosa (Barcelona, 1873)
- Año de María ó colección de noticias históricas, leyendas, ejemplos, meditaciones, exhortaciones y oraciones para honrar á la Virgen Santísima en todos los dias del año (Barcelona, c. 1876)
- El sacrificio de la vida (Barcelona, 1877)
- Los salmos del Sagrado Corazón de Jesús (Barcelona, 1878)
- Los Dolores de María, descritos en forma episódica y dialogada. Tomo I (Barcelona, 1879)
- Los Dolores de María, descritos en forma episódica y dialogada. Tomo II (Barcelona, 1879)
- Nuevo mes de María (Barcelona, 1896)
- Ejercicios del mes de Marzo dedicado a San José (Barcelona, 1903)
- Ejercicios del mes de Noviembre dedicado á las almas del Purgatorio (Barcelona, 1903)
- La arrepentida (Barcelona, 1905)
- El Divino Maestro (Barcelona, 1905)